# Fredens Sogn (Svendborg Kommune)
 For alternative betydninger, se Fredens Sogn. (Se også artikler, som begynder med Fredens Sogn)
Fredens Sogn er et sogn i Svendborg Provsti (Fyens Stift).
Grundstenen til Fredens Kirke blev lagt i 1931. Den var i mange år filialkirke til Vor Frue Sogn. Det lå i Svendborg Købstad. Den hørte geografisk til Sunds Herred i Svendborg Amt og blev ved kommunalreformen i 1970 kernen i Svendborg Kommune.
Fredens Sogn blev oprettet i 1987.
I sognet findes følgende autoriserede stednavne:
- Hallingskov Huse (bebyggelse)